# Pánikbetegség
A pánikroham átmeneti erős félelemérzet vagy rossz közérzet, jellemzően hirtelen támad és általában nem tart fél óránál tovább. Tüneteiben különbözik más szorongásos betegségektől: a pánikroham hirtelen csap le, látszólag nincs kiváltó oka.
Azokat, akiknél a roham megismétlődik vagy súlyosan rettegnek egy újabb rohamtól, pánikbetegeknek hívjuk. A betegség pontos oka egyelőre nem tisztázott, neurotranszmitterek csökkent mennyisége feltételezhető a panaszok hátterében.

## A betegség rövid ismertetése
A legtöbb pánikbeteg elviselhetetlen halálfélelemről, „megőrülésről”, érzelmi és viselkedésbeli irányításvesztésről, súlyos fokú vegetatív idegrendszeri tünetekről számol be. Erős késztetést éreznek, hogy elmeneküljenek onnan, ahol a roham elkezdődött („harcolj vagy menekülj” reakció), amit mellkasi fájdalmak, a lélegzet megakadása és elkerülhetetlen végzet érzése követ.
A pánikbetegséget megkülönbözteti a más típusú szorongásoktól az intenzitása és a hirtelen, epizodikus természete. Azok, akik szorongással kapcsolatos betegségekben szenvednek, gyakran élnek át pánikrohamokat, bár a pánikbetegség nem mindig van összefüggésben más mentális zavarokkal. Az amúgy egészséges emberek majdnem 10%-a is átél egy elszigetelt pánikrohamot egy évben és minden hatvanadik ember az Egyesült Államokban egyszer elszenvedi a pánikbetegséget életében.
A pánikbetegség együtt járhat más pszichés problémákkal is. A klinikai depressziót gyakran hozzák vele összefüggésbe, akárcsak az alkoholizmust és a drogfüggőséget. A pánikbetegek 30%-a használ alkoholt és 17%-uk egyéb pszichoaktív szereket, mint a kokain vagy marihuána a kínjaik enyhítésére. Egyes kutatások szerint az öngyilkossági kísérletek száma szintén nagyobb a pánikbetegek körében, bár ezt nem sikerült kétséget kizáróan igazolni.
A pánikbetegség hónapokig, akár évekig is tarthat, aszerint, hogy mikor kerül sor kezelésre. Kezelés nélkül addig rosszabbodhat, mígnem a munkaképesség és a normális és önálló életvitelre való képesség elvesztéséig rontja a beteg életminőségét. Sok ember személyes kapcsolataiban, munkájában és szociális helyzetében is komoly problémákat okoz a pánikbetegség. Bár a spontán gyógyulás is előfordul, általában nem múlik el, amíg az egyén nem kap kimondottan pánikbetegeknek való kezelést.

## A betegség előfordulása
A pánikbetegség súlyos egészségügyi probléma a fejlett országokban. Általában a fiatal felnőttkorban keletkezik; a pánikbetegek durván fele 24 éves kora előtt mutatja az első tüneteket. Statisztikailag a nők kétszer akkora valószínűséggel szenvednek pánikbetegségben, mint a férfiak. Ennek azonban valószínűleg az oka az, hogy a férfiak ritkábban keresnek szakorvosi ellátást, illetve gyakrabban fordulnak alkoholhoz és egyéb öngyógyszerezési módokhoz a kínjaik enyhítésére.
Azoknál, akik a betegség korai fázisában keresnek kezelést, a tünetek többsége néhány hét alatt elmúlik maradandó káros hatások nélkül a kezelés után.

## Tünetek
A pánikroham tünetei hirtelen jelennek meg, látható ok nélkül. Azonban bármilyen tünetegyüttesben jelentkezhet, akár más betegséget álcázva.

### Leggyakoribb tünetek
- halálfélelem, határtalan menekülési és/vagy segítségkeresési vágy
- felgyorsult vagy felerősödött szívverés vagy szívdobogás
- ájulásérzés
- nehézlégzés, a belélegzés lehetetlenségének szubjektív érzése
- a roham alatt a vérnyomás és a pulzus jelentős, esetenként veszélyes fokú megemelkedése
- nehezen megfogalmazható, nem fájdalom jellegű mellkasi rossz érzés
- izzadás
- zsibbadás
- szédülés, émelygés vagy hányinger
- szurkáló vagy viszkető érzés az arcon, a szájban, a kézen vagy lábon (paresztézia)
- gyomortájról kiinduló gyengeségérzet
- hirtelen hasfájás, hasmenés, gyomorgörcs
- elpirulás vagy reszketés
- esetenként csalánkiütésszerű bőrpír, főleg a mellkas területén
- álomszerű érzés vagy érzékelési zavarok (derealizáció)
- disszociáció, az az érzés, hogy az egyén nincs kapcsolatban a saját testével, vagy akár idővel és térrel (elszemélytelenítés – deperszonalizáció)
- egyfajta érzés, mintha a beteg és a külvilág közé üvegfal ereszkedett volna le, a beteg önmagába való bezáródásának érzése, esetenként néhány pillanatig tartó zuhanás érzése.
- rettegés az irányítás elvesztésétől, hogy az egyén valami ostobaságot tesz, megőrül, akarata ellenére öngyilkosságot kísérel meg.
- remegés vagy reszketés
- nyelvzsibbadás, arczsibbadás ez előfordulhat test bármelyik részén
- kényszeres gondolatok

Néhány érdekesség a tünetekről, panaszokról: sok esetben a napokkal, hetekkel korábban lezajlott rohamra való visszagondolás („Nahát, most jut az eszembe, egy hónapja nem volt rohamom, az milyen rossz volt”) elegendő ahhoz, hogy perceken belül újabb roham támadjon. A beteg évekkel, évtizedekkel később is pontosan fel tudja idézni első rohama körülményeit. A rohamoktól való félelem következtében állandósult szorongás (anticipációs szorongás), fóbiás elkerülő magatartás (az addig bekövetkezett rohamok helyszíneinek és az azonnali segítség lehetőségét nélkülöző helyek elkerülése), depresszió alakulhat ki, ezzel a beteg egy ördögi, a panaszokat folyamatosan erősítő körbe kerülhet.
Egy pánikroham rendszerint néhány perctől fél óráig tart, egy óránál tovább szinte sohasem és a mindennapi életben előforduló egyik legelcsüggesztőbb hatású egészségzavar. A tipikus roham intenzív és szinte elviselhetetlen mértékű halálfélelemmel jár (típusos roham), de előfordulhat, hogy félelemérzet nélkül, kizárólag a fent leírt igen heveny testi tünetek, pl. magas vérnyomásos és igen erős szívdobogásos, vagy hasmenéses roham formájában jelentkezik (atípusos pánikroham).

## A pánikbetegség következményei
A gyakran ismétlődő pánikrohamok súlyosan rombolják az életminőséget, beszűkült, elkerülő magatartásforma, szociális elszigetelődés, munkaképtelenség alakulhat ki. A rohamoktól való félelem következtében a pánikrohamnál enyhébb mértékű, de tartósan fennálló generalizált szorongás, fóbiás panaszok, depresszió léphetnek fel, a betegségkép beépülhet az énképbe, kialakul az ún. neurotikus személyiség. A vegetatív tünetek, elsősorban a vérnyomásemelkedés tartóssá válhatnak, azok minden egészséget károsító következményével.
A pánikbetegség az állandósult magas stresszhormon szint miatt a kardiovaszkuláris betegségek önálló rizikófaktora. A kezeletlen betegek körében az alkoholizmus, narkotikumok alkalmazása, a szakszerűtlen és veszélyes öngyógyszerezés magasabb a szokásosnál.

## A pánikroham és a fóbiás tünetek közötti különbség bemutatása
Pánikroham bárhol, bármikor, bármilyen élethelyzetben támadhat. Fóbiás (phobosz: görögül félelem, iszony) betegségnek a kizárólag egy vagy több, de pontosan meghatározott élethelyzetben támadó, az enyhébb szorongástól a heveny pánikrohamig eljutó félelmi állapotot nevezzük. A leggyakoribb fóbiát keltő helyzetek: nagy, szabad térség, ahol nincs támpont, magasság, tornyok, kilátók, hajó, repülő, sziget, híd, alagút, alagútban megálló metró, bezártság, zsúfolt tömeg, stadionok, közlekedési eszközök, a lehetséges segítségtől való elszigeteltség, az adott helyzetből való elmenekülés lehetetlensége, de az emberek előtti szereplés vagy állatokkal való érintkezés is kiválthatja. A fóbiás betegek gyakran élnek át heves pánikrohamot, amikor a félelmeik kiváltójával kapcsolatba kerülnek, de ezek a rohamok rövid életűek és gyorsan megszűnnek, ha a kiváltó ok eltűnik. A pánikbetegek jelentős részénél is kialakul fóbiás tünet, az addigi rohamaik helyszíneivel kapcsolatban.

## A pánikroham és generalizált szorongás közötti különbség bemutatása
A pánikbetegség által keltett roham igen heveny, de viszonylag gyorsan múló tüneteivel szemben a generalizált szorongás jóval enyhébb tüneteket ad, de szinte folyamatosan fennáll. Irreális aggódás, pesszimizmus, enyhe de folyamatos görcsös félelmi állapot, vegetatív labilitás jellemzi. A pánikbetegek jelentős részénél is idővel kialakul a generalizált szorongás az újabb rohamoktól való permanens félelem következtében.
Kizárólag a panaszok szempontjából vizsgálva a fenti három tünetcsoport együttesen is jelentkezhet (pl. folyamatos szorongás, mellette bizonyos élethelyzetekben jelentkező fóbiás rosszullétek és ok nélkül jelentkező heves pánikrohamok).

## A pánikbetegség kivizsgálása
A legfontosabb, a fentebb felsorolt panaszok esetén orvoshoz kell fordulni, ez sok esetben egy mentális betegség lehetőségével való szembesülés miatt, különösen női betegek számára nehéz. Súlyos panaszok esetén az utcán való közlekedés, így az orvos felkeresése is gondot okozhat.
Mivel a pánikbetegség lelki, szellemi és testi tüneteit számos más, akár súlyos betegség is utánozhatja, ezért a diagnózis kimondása előtt feltétlen alapos és szerteágazó kivizsgálást kell eszközölni. A rosszulléteket például sok más mellett okozhatja a vércukorszint ingadozása, a nehézlégzést asztma, a fáradékonyságot kardiológiai probléma, a vegetatív tüneteket pajzsmirigy betegség, a magas vérnyomást veseprobléma is, ezért csak a lehetséges szervi okok lelkiismeretes kizárása után mondható ki a pánikbetegség diagnózisa. A pánikbetegséget utánzó egyéb betegségek esetén az alapbetegséget kell kezelni.

## Kezelés
A rendszeresen visszatérő pánikrohamokat a lehető leggyorsabban kezelni kell. A gyógyulás esélye a betegség fennállásának hosszával csökken. Noha egy elszigetelt pánikroham minden kellemetlensége ellenére önmagában nem veszélyes, az általa kiváltott vegetatív tünetek, pl. igen magas vérnyomás és pulzus súlyos egészségkárosodást okozhatnak már akár első esetben is.
Kezelés nélkül idővel a rendszeresen visszatérő pánikrohamok annyira megviselik a beteget, hogy elkerülő fóbiás magatartásforma, generalizált szorongás, depresszió, állandósult magas vérnyomás, sok esetben alkoholizmus alakulhat ki annak minden súlyos következményével. Ennél a betegségnél különösen fontos, hogy a beteg bízzon orvosában, ne érezze, hogy panaszait félvállról veszik, rutinszerűen és futószalagon gyógyítják.

### Gyógyszeres kezelés
Enyhe fokú, még a beteg által kontrollálható pánikrohamok illetve betegség esetén a gyógyszeres kezelés nem feltétlenül szükséges, B vitamin, magnézium, folsav készítmények, nyugtató hatású gyógyteák pl. citromfű, borágó, macskagyökér, komló fogyaszthatók. Amennyiben a szorongás, pánik mellé hangulati zavarok is társulnak, orbáncfű is alkalmazható, feltéve, hogy nem fokozza a szorongást. Gyógyszerek és gyógynövények együttesen csak a kezelőorvos beleegyezésével szedhetők!
A már kimutatható testi tüneteket, pl. magas vérnyomást kezelni kell a szövődmények elkerülésére. Depresszióval szövődött pánikbetegség eseten béta blokkolók csak nagyon körültekintően adhatók.
Heveny és rendszeresen visszatérő rohamok kialakulását nagypontenciálú benzodiazepán készítményekkel lehet megelőzni, viszont ezeknél a szereknél a hozzászokás esélye nagy, ezért csak a kezdeti időben célszerű adni, a legrövidebb ideig és a legkisebb még hatásos adagban.
Hosszútávú kezelésre különféle antidepresszáns gyógyszerek alkalmazhatók, szigorúan a betegség kezelésében nagy gyakorlattal és tapasztalattal rendelkező orvos utasítása által, rendszeres ellenőrzés mellett. Többféle lehetséges antidepresszáns gyógyszer van, hagyományos triciklikus, modernebb SSRI, MAO gátló és egyéb típusok, melyek különféle módon a szerotonin-, noradrenalin- és dopaminrendszerre hathatnak.
Az antidepresszáns gyógyszerek szedésének főleg a kezdetén különféle mértékű, akár jelentős mellékhatások is jelentkezhetnek. Elviselhetetlen mellékhatások esetén gyógyszerváltás ajánlott. A megfelelően kiválasztott antidepresszáns gyógyszerek hónapokon keresztül biztonsággal szedhetőek, gyógyító hatásuk a szedés kezdete után csak hosszabb idő után, esetleg hetekkel később jelentkezik. Ezen gyógyszerek szedésének abbahagyása csak lassan és fokozatosan csökkenő adagokban lehetséges, azonnali abbahagyásuk kínzó elvonási tüneteket okozhat.
Klinikai mértékű szorongásnál kórházi elhelyezés szükséges, ebben az esetben infúzióban is adhatók a különféle gyógyszerek. Legsúlyosabb esetben neuroleptikumok adása is szóba jöhet.

### Pszichoterápiás kezelés
Enyhébb esetekben a gyógyszeres kezelés helyett, súlyosabb esetekben mellett egyfajta pszichoterápiás kezelés, az ún. kognitív viselkedésterápia lehetséges, ami megtanítja, hogy hogyan csökkentheti a személy a szorongást és közelítheti meg másként a pánikhelyzeteket.
Másik lehetséges pszichoterápia a csoportterápia pánikbetegeknek, amely segíthet megérteni és kezelni a betegséget.
Sok pszichológus ajánl stressz-menedzselő, időbeosztási vagy érzelmi egyensúly-tanfolyamokat, hogy segítsen a páciensnek elkerülni a szorongást a jövőben.
Bizonyos esetekben a hagyományos pszichoanalízis segíthet feltárni a rohamok lelki hátterét és így segíthet megszabadulni a betegségtől.
Helyhez és szituációhoz kötött pánikrohamok, az ún. fóbiás betegségek kezelése esetén egyrészt a fóbia tárgyához való fokozatos hozzászoktatást választhatják, pl. minden nap néhány lépcsővel feljebb megyünk a toronyban (szisztémás deszenzibilizáció), másik módszer a pszichosokk terápia, melyben a félelem tárgyával hirtelen szembesítik a beteget, pl. a kutyafélőt váratlanul összezárják egy nagy, de barátságos és ártalmatlan kutyával.

### Egyéb módszerek a kezelésre

#### Testmozgás
Amennyiben nincs egyéb (pl. kardiológiai) kizáró tényező, a heti rendszerességgel végzett intenzív testmozgás, rossz állapotú betegeknél már a rendszeres kiadós séta is igen előnyös lehet. Az intenzív mozgás által felszabadult endorfin önmagában is jó hatású, de legalább ennyire fontos a pánikbetegeknél többnyire emelkedett kardiovaszkuláris rizikófaktorok csökkentése szempontjából, ugyanez vonatkozik az egészséges táplálkozásra és a testsúly normalizálására.

#### Táplálkozás
Az egészséges, vitaminokban, nyomelemekben gazdag változatos táplálkozás előnyös, akárcsak a mesterséges táplálékok, adalékanyagok, koffein, nikotin, alkohol kerülése. Gyógyszeres kezelés esetén az alkohol kerülendő.

#### Fényterápia
Olyan esetekben, ahol hangulati zavar is jelen van, kockázatmentesen kipróbálható a fényterápia, a beteg a lehetőségek szerint tartózkodjon napi egy-két órát napfényen, vagy erős és folyamatosan világító műfényen, a vibráló neonfény, a tévé és a monitornézés ebből a szempontból nem megfelelő. A várható pozitív hatás a szemen keresztül valósul meg, ezért a napszemüveg viselése erre az időre nem célszerű.

#### Alvásmegvonás
Alkalmilag kipróbálható az alvásmegvonás, próbáljunk meg egy éjjel (lehetőleg hétvégén) ébren maradni és az éjszakát bármilyen aktív tevékenységgel tölteni, akár olvasás, zenehallgatás is megfelelő. A pozitív hatás már másnap jelentkezhet, kimerült betegeknél nehezebben alkalmazható a módszer.

#### Életmódváltás
A lehetőség szerinti stresszmentesség, folyamatos elfoglaltság, a gondolatok elterelése, érdekes munka, a környezet által jól megválasztott szabadidős programok igen sokat segíthetnek.
Ajánlott még a naplóvezetés, amelynek során a beteg leírja a napi tevékenységeit és érzéseit, azonosítani és kezelni tudja a személyes nehézségeit, így könnyebben felismerheti a rohamok életvitellel kapcsolatos esetleges összefüggéseit.

#### Relaxáció
Egyéb stresszoldó tevékenységek, mint a tai-chi, jóga, relaxációs és légzőgyakorlatok vagy autogén tréning szintén segíthetik a javulást.

#### Szociális környezet
Mint a többi érzelmi zavarnál, a család és barátok támogatása szintén segíthet a gyógyulási folyamat felgyorsításában. Ebben az esetben sajnos kialakulhat a családtagoktól, de akár a kezelő orvostól való súlyos fokú függés is (jó példa erre az Isten nem ver Bobbal című film vagy a Monk című tévésorozat).
Egyedül élő betegeknél akár egy telefonos lelki segélyvonal is segíthet a hirtelen roham leküzdésében.

### A kezelés eredményessége
A szakszerű gyógyszeres és pszichoterápiás kezelések, életmód-változtatás hatására a kezelt betegek nagy részének az állapota néhány hét után jelentősen javul, a teljes tünetmentesség is elérhető. A panaszok megszűnésével, néhány hónap után orvosi utasítás szerint meg lehet próbálkozni az antidepresszáns gyógyszerek elhagyásával, de az életmódbeli változtatásokat ezután is fenn kell tartani. Kiújulás, visszaesés esetén mielőbb a kezelőorvoshoz kell fordulni.
A betegek egy csekély részénél, különösen, ha a betegség hosszú ideje fennáll és mintegy beépült a beteg személyiségébe, mellette komolyabb szociális és életmódbeli problémák, kialakult testi szövődmények vannak, esetleg családi halmozódás mutatkozik, a kezelés nehézkesebb és kevésbé eredményes.

## Az öröklődés szerepe a betegségben
A pánikbetegség a családi halmozódások vizsgálata alapján örökletes is lehet, ami azt mutatja, hogy valamely genetikai variáció vagy variációk is szerepet játszhatnak a tünetek megjelenésében. Sok embernél ellenben bármilyen családon belüli előzmény nélkül jelenik meg a pánikbetegség.